# Tyttla
Tyttla (auch: Tytila, Tytilus, Tydil) war im 6. Jahrhundert ein König des angelsächsischen Königreichs East Anglia aus der Dynastie der Wuffinger.

## Leben
Tyttla bestieg den Thron als Nachfolger seines Vaters Wuffa. Angaben zu seiner Herrschaft sind nicht überliefert. Auch die Daten seiner Regierungszeit können nicht sicher bestimmt werden. Während üblicherweise von einem Ansatz von ca. 578 bis ca. 593 ausgegangen wird, werden andererseits auch Einordnungen von 578 bis 599 vertreten oder von einem wesentlich früheren Regierungsbeginn ausgegangen. Tyttla war der Vater Rædwalds, der ihm als König nachfolgte und des Eni, der nach Rædwald kurzzeitig König East Anglias war.
Der Name Tyttla wird als angelsächsische Entsprechung zum gotischen Namen Totila angesehen.